# Garçons debilles
Garcons Debilles is een Vlaamse rapgroep die vooral old skool brengt in het Aalsters dialect (Oilsjters). De muziek kent ook invloeden uit andere muziekgenres als hiphop, rock, metal, disco. De teksten worden gekenmerkt door humor, sarcasme en maatschappijkritiek. De naam Garcons Debilles komt van het verhaal waarin een Vlaamse roadie de rekening vroeg aan een Franstalige ober met de vraag: "Garçon, the bill, please!" (vandaar de foutieve spelling met dubbele "L").
De groep bestaat uit Bart Ravyts (Beir De Rapper) (beats en teksten), Manu Jouret (DeJoeret) (teksten) en Karen (Beatoxic) zang.
Garcons Debilles heeft gespeeld op Vlaamse podia als Rock Zottegem en Rock Affligem. Ze traden onder meer op met groepen als De Kreuners en 't Hof van Commerce.
Voor hun cd "Ontoerekeningsvatbaar!" werkten ze samen met Def P (Osdorp Posse), Jan De Wilde, Axl Peleman en Raf Coppens.

## Discografie[1]

### Albums
- 1998 - Oilsjt City Bloes
- 1999 - Ondergronds!
- 2006 - Ontoerekeningsvatbaar